# Lucien Rozenberg
Pour les articles homonymes, voir Rozenberg.
Lucien Rozenberg est un acteur, scénariste, réalisateur et metteur en scène français, né le 11 janvier 1874 dans le 4e arrondissement de Paris et mort le 1er novembre 1947  à Neuilly-sur-Seine.

## Biographie
Durant la Première Guerre mondiale, Lucien Rozenberg commence une série de courts-métrages humoristiques joués par lui-même, sous son simple prénom « Lucien ». Il en est à la fois l'acteur principal et plusieurs fois le réalisateur.
Après la guerre, il met un terme à sa carrière cinématographique et revient au théâtre comme acteur et metteur en scène. Il devient directeur du Théâtre de l'Athénée au début des années 1930.
On le retrouve comme acteur de cinéma dans quelques films au cours des années 1930.
Il était l'époux de la comédienne Madeleine Soria.

## Filmographie

### Acteur
- 1915 : Zizi
- 1916 : Lucien est si aimable : Lucien
- 1917 : Lucien, son chien et sa belle-mère de Lucien Rozenberg : Lucien
- 1917 : Lucien, Lucette de Lucien Rozenberg : Lucien
- 1918 : Lucien est emballé de Lucien Rozenberg : Lucien
- 1918 : Lucien transfusé de Édouard-Émile Violet : Lucien
- 1918 : Lucien n'aime pas flirter de Lucien Rozenberg : Lucien
- 1918 : Ce bon Lucien de Édouard-Émile Violet : Lucien
- 1918 : Lucien cherche un enfant de Édouard-Émile Violet : Lucien
- 1919 : Lucien cambriolé, cambrioleur de Édouard-Émile Violet : Lucien
- 1919 : La Première Aventure de Lucien de Lucien Rozenberg : Lucien
- 1919 : Lucien joue à la poupée de Paul Garbagni : Lucien
- 1919 : Lucien a le coup de foudre de Paul Garbagni : Lucien
- 1919 : Le Champion de Lucien de Paul Garbagni : Lucien
- 1933 : Cette nuit-là de Marc Sorkin : Le commissaire divisionnaire
- 1934 : Fanatisme de Gaston Ravel et Tony Lekain : Napoléon III
- 1936 : Moutonnet de René Sti : Dumonthal
- 1936 : Un grand amour de Beethoven d'Abel Gance : Comte Guicciardi
- 1937 : Josette  de Christian-Jaque: Samuel
- 1939 : Serge Panine de Charles Méré et Paul Schiller : Duc

### Réalisateur
- 1917 : Lucien, son chien et sa belle-mère
- 1917 : Lucien, Lucette
- 1918 : Lucien est emballé
- 1918 : Lucien n'aime pas flirter
- 1919 : La Première Aventure de Lucien

### Scénariste
- 1917 : Lucien, son chien et sa belle-mère de Lucien Rozenberg
- 1917 : Lucien, Lucette de Lucien Rozenberg
- 1918 : Lucien transfusé de Édouard-Émile Violet
- 1918 : Lucien n'aime pas flirter de Lucien Rozenberg
- 1918 : Lucien cherche un enfant de Édouard-Émile Violet
- 1919 : La première aventure de Lucien de Lucien Rozenberg
- 1919 : Lucien joue à la poupée de Paul Garbagni
- 1919 : Le champion de Lucien de Paul Garbagni

## Théâtre

### Comédien
- 1901 :  Quo vadis?  d'Émile Moreau, Théâtre de la Porte-Saint-Martin rôle de Lucain et remplace Jean Coquelin dans Chilon Chilonidès, Musique de Francis Thomé[2].
- 1902 : Nos deux consciences de Paul Bourde, Théâtre de la Porte-Saint-Martin
- 1905 : Scarron de Catulle Mendès, mise en scène Jean Coquelin et Henry Hertz, musique Reynaldo Hahn, Théâtre de la Gaîté-Lyrique
- 1909 : Moins cinq... de Paul Gavault et Georges Berr, Théâtre des Nouveautés
- 1912 : L'Escapade de Gabriel Trarieux, Théâtre Michel[3]
- 1913 : Hélène Ardouin d'Alfred Capus, Théâtre du Vaudeville
- 1913 : Le Ruisseau de Pierre Wolff, Théâtre de la Porte-Saint-Martin
- 1914 : Je ne trompe pas mon mari !, pièce en 3 actes de Georges Feydeau et René Peter, au théâtre de l'Athénée (17 février) :
- 1929 : La Lettre de Somerset Maugham, Théâtre de l'Athénée
- 1932 : Signor Bracoli de Jacques Deval, mise en scène Lucien Rozenberg, Théâtre des Nouveautés
- 1933 : Cette nuit-là... de Lajos Zilahy, mise en scène Lucien Rozenberg, Théâtre de la Madeleine
- 1935 : Trois hommes sur un cheval de Jean de Letraz, mise en scène Lucien Rozenberg, théâtre Sarah-Bernhardt
- 1936 : Romance de Robert de Flers et Francis de Croisset d'après Edward Sheldon, Théâtre des Célestins

### Metteur en scène
- 1928 : Le Cercle de William Somerset Maugham, Théâtre des Ambassadeurs
- 1932 : Signor Bracoli de Jacques Deval, Théâtre des Nouveautés
- 1933 : Cette nuit-là... de Lajos Zilahy,  Théâtre de la Madeleine